# 比尔哈茨陨石坑
比尔哈茨陨石坑(Bilharz)是月球正面位于丰富海东部的一座大撞击坑，其名称取自德国医生、寄生虫学领域先驱特奥多尔·比尔哈茨(Theodore Bilharz，1825年-1862年)，1976年被国际天文联合会正式批准接受。

## 描述

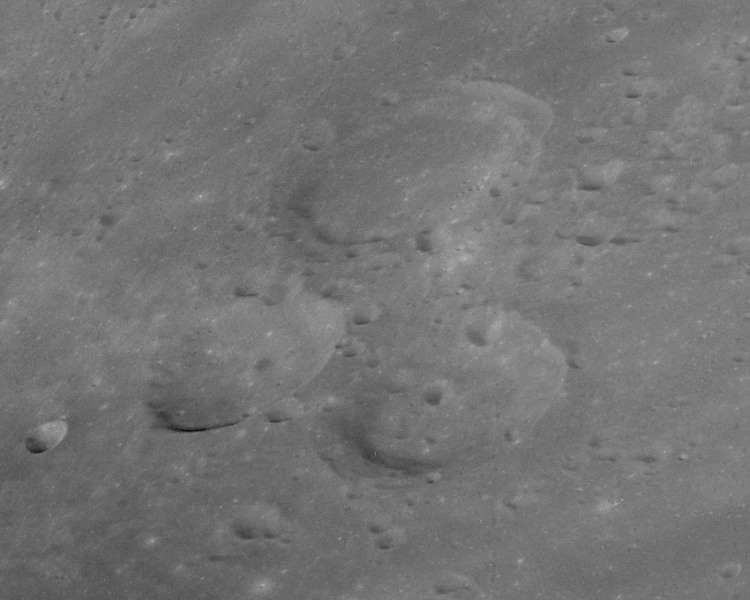
阿波罗11号拍摄的比尔哈茨陨石坑(上)、阿特伍德陨石坑(下左)和直圆陨石坑(下右)斜视图。

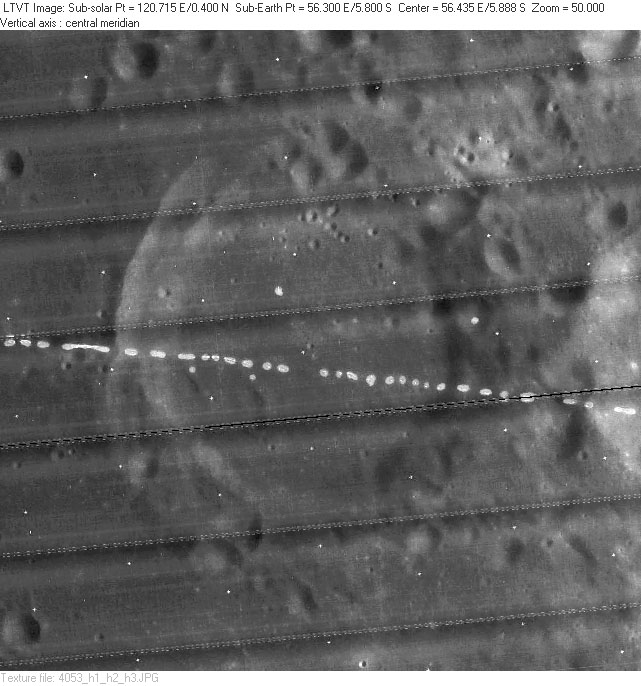
月球轨道器4号拍摄的图像

该陨坑西侧毗邻林德伯格陨石坑、东北靠近直圆陨石坑，阿特伍德陨石坑位于它的东面、东南则横亘着朗伦环形山。
该陨坑的中心月面坐标为5°50′S 56°20′E / 5.83°S 56.34°E，直径44.55公里，深度2.27公里。
比尔哈茨陨石坑的外侧边缘接近圆形，坑壁略有磨损。坑壁平均高出周边地形1070米，内部容积约有1532.55公里3。碗状的坑底已被玄武岩熔岩重塑，表面平坦，坑底较浅，除一些细的小陨坑外，没有任何特殊的地貌结构。
在1976年被国际天文联合会重新更名前，该陨坑曾被称为卫星坑"朗伦 F"。

## 另请参阅
- Andersson, L. E.; Whitaker, E. A. . NASA RP-1097. 1982.
- Blue, Jennifer. . USGS. July 25, 2007  [2014-12-26]. （原始内容存档于2017-09-28）.
- Bussey, B.; Spudis, P. . New York: Cambridge University Press. 2004. ISBN 978-0-521-81528-4.
- Cocks, Elijah E.; Cocks, Josiah C. . Tudor Publishers. 1995. ISBN 978-0-936389-27-1.
- McDowell, Jonathan. . Jonathan's Space Report. July 15, 2007  [2007-10-24]. （原始内容存档于2019-06-21）.
- Moore, Patrick. . Sterling Publishing Co. 2001. ISBN 978-0-304-35469-6.
- Price, Fred W. . Cambridge University Press. 1988. ISBN 978-0-521-33500-3.
- Rükl, Antonín. . Kalmbach Books. 1990. ISBN 978-0-913135-17-4.
- Webb, Rev. T. W.  6th revised. Dover. 1962. ISBN 978-0-486-20917-3.
- Whitaker, Ewen A. . Cambridge University Press. 2003. ISBN 978-0-521-54414-6.
- Wlasuk, Peter T. . Springer. 2000. ISBN 978-1-85233-193-1.